# Nicetius von Trier

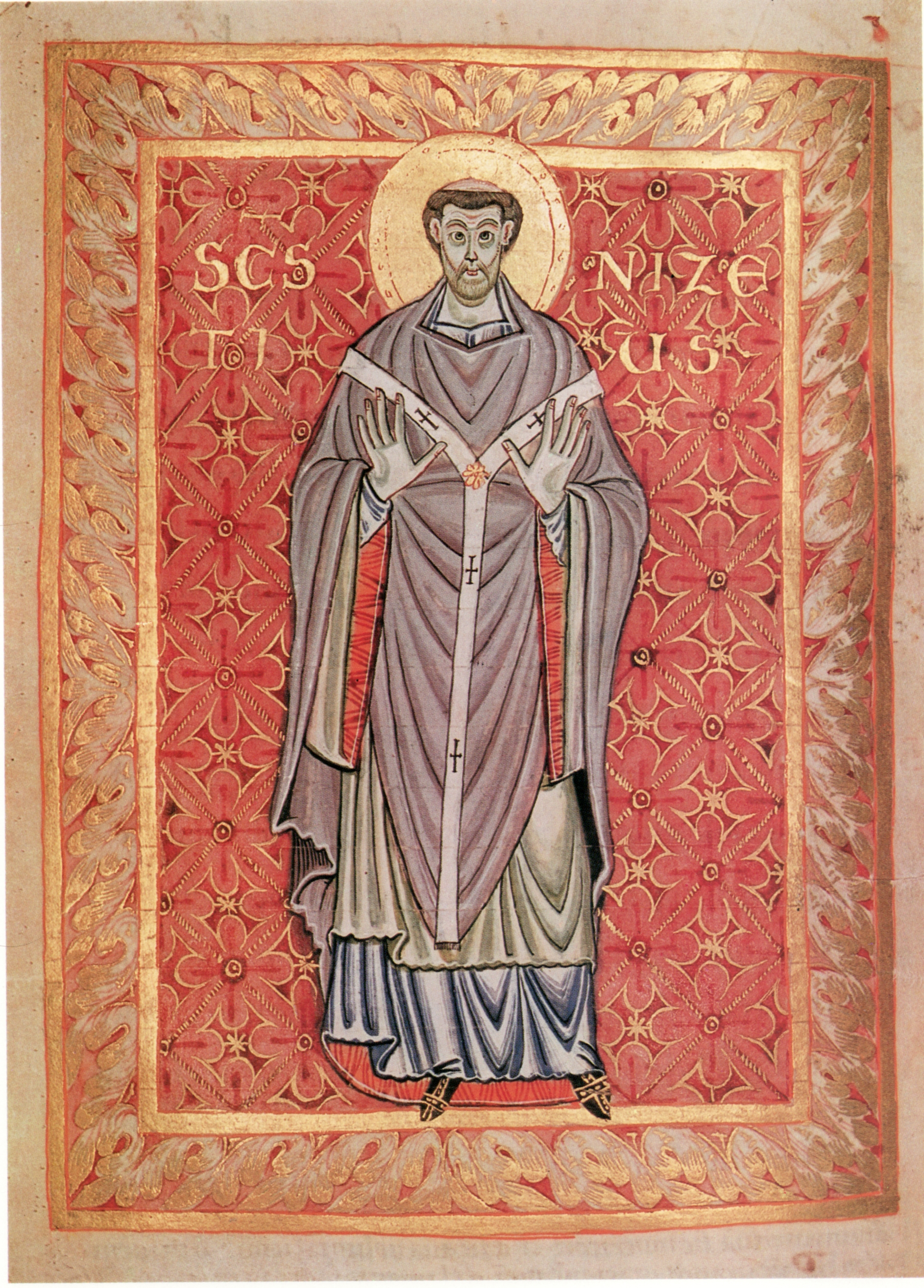
Egbert-Psalter, fol. 99r: Nicetius als heiliger Bischof von Trier

Nicetius († 1. Oktober/3. Oktober 566 oder 569 in Trier) war ein Bischof von Trier.

Nicetius soll vor seinem Amtsantritt als Bischof ein Kloster in Limoges geleitet haben. König Theuderich erhob um 525/526 Nicetius zur Stärkung des Christentums im Moselgebiet zum Bischof von Trier. Nicetius nahm an den Konzilien von Clermont (535), Orléans (549), Toul (550) und Paris (552) teil. König Chlothar I. schickte ihn wegen seiner wiederholten heftigen Kritik an den Königen in die Verbannung. Unter König Sigibert I. durfte er bald nach 561 nach Trier zurückkehren. In einem Brief (vor 565) an den Kaiser Justinian I. mahnt er ihn, von den Irrlehren des Nestorius und Eutyches und der Verfolgung der Rechtgläubigen abzulassen. In seine Amtszeit als Trierer Bischof werden verschiedene Baumaßnahmen datiert (Dom, St. Maximin, Nicetius-Burg). Der Egbert-Psalter führt ihn um 981 erstmals als Heiligen.
Gregor von Tours, der die älteste Nicetius-Vita verfasste, rühmte das furchtlose Eintreten des Bischofs für Recht und Gerechtigkeit. Im Bistum Trier wird er als Heiliger verehrt. Sein Gedenktag ist der 3. Oktober.

## Werke
- Briefe an Justinian I. und Chlodoswinda, ed. Wilhelm Gundlach: Epistolae Austrasicae 7,8, Corpus Christianorum. Series Latina 117, S. 416–418 und S. 419–423.